# Gymnoclytia variegata
Gymnoclytia variegata är en tvåvingeart som först beskrevs av Wulp 1892.  Gymnoclytia variegata ingår i släktet Gymnoclytia och familjen parasitflugor. Inga underarter finns listade i Catalogue of Life.